# Seberang Perai Utara
Seberang Perai Utara is een district in de Maleisische deelstaat Penang.
Het district telt 296.000 inwoners op een oppervlakte van 270 km².